# فريدريك كوخ (عسكري)
فريدريك كوش (بالألمانية: Friedrich Koch)‏ هو عسكري ألماني، ولد في 15 يناير 1879 في Odenkirchen ‏ في ألمانيا، وتوفي في 3 نوفمبر 1961 في بون في ألمانيا.